# Quaregna Cerreto

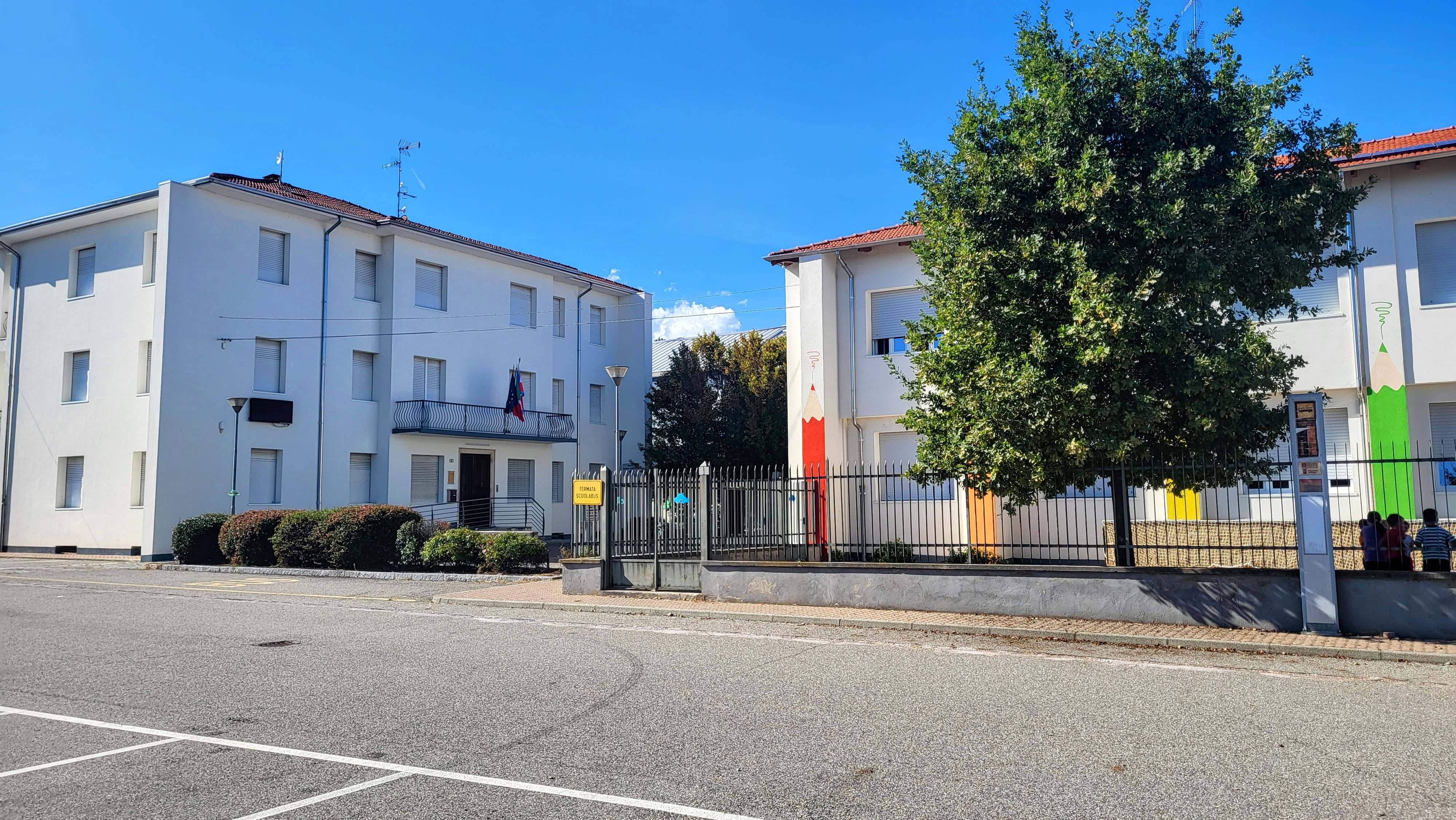
Rathaus und rechts die Grundschule

Quaregna Cerreto ist eine italienische Gemeinde  (comune) mit 2040 Einwohnern (Stand 31. Dezember 2023) in der Provinz Biella (BI), Region Piemont unterhalb der Walliser Alpen, in Italien Alpi Pennine. Die Gemeinde gehört zur Unione dei Comuni Colline e Rive del Cervo. Der Verwaltungssitz befindet sich im Ortsteil Quaregna.

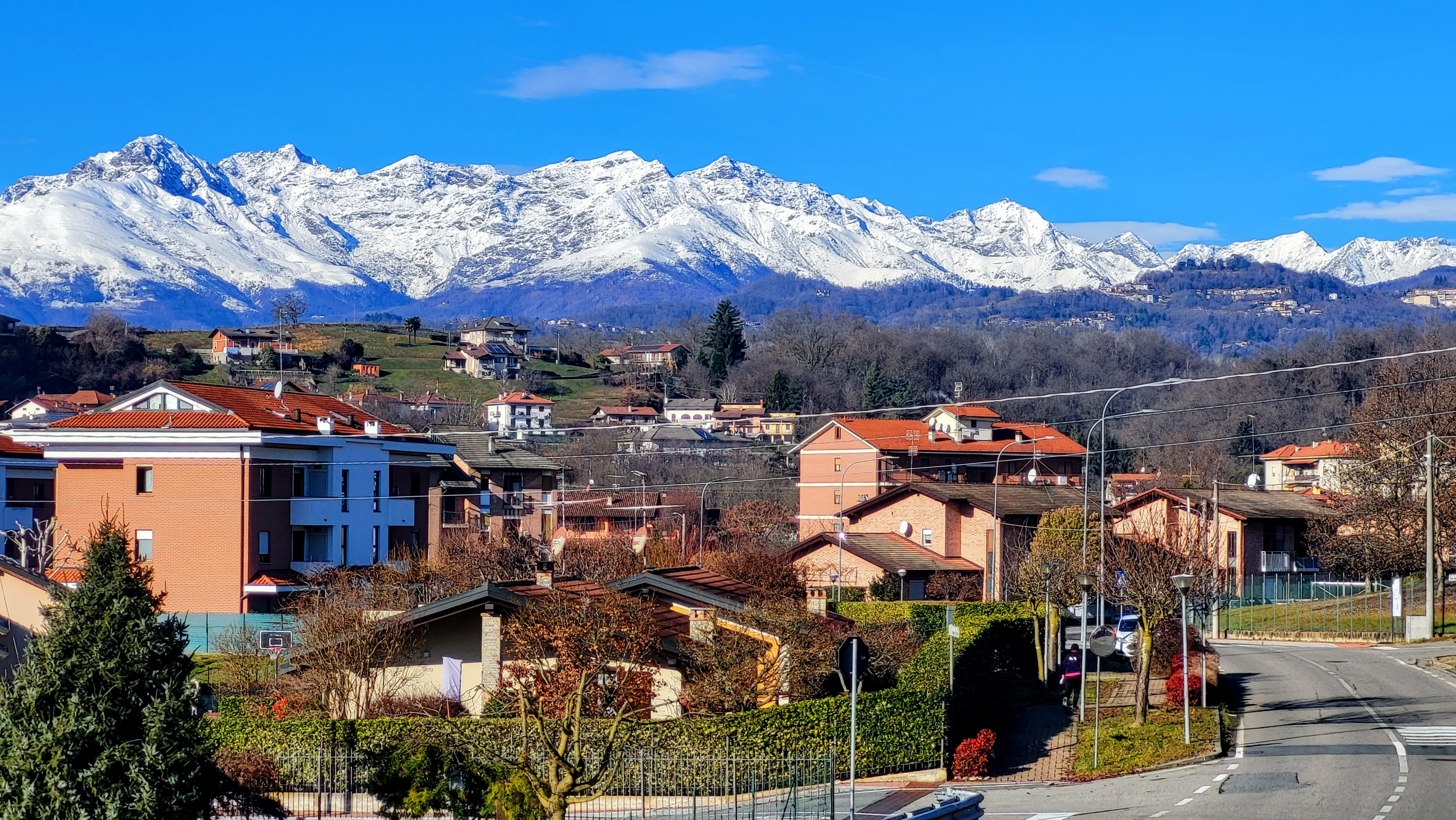
Blick westwärts auf den Ortsteil Quaregna und die Walliser Alpen

## Geographie
Quaregna Cerreto liegt etwa neun Kilometer östlich von Biella. In der ersten Hälfte des 20. Jahrhunderts bestanden in den Ortsteilen Bahnhöfe an den Schmalspurbahnen von Biella nach Cossato.

## Geschichte
Quaregna Cerreto wurde zum 1. Januar 2019 aus den vormals eigenständigen Kommunen Quaregna und Cerreto Castello gebildet.
Der Verwaltungssitz befindet sich in Quaregna.

## Sehenswürdigkeiten
- Thomaskirche in Cerreto Castello
- spätmittelalterliche Burganlage in Cerreto Castello
- Villa Rosazza aus dem 18. Jahrhundert in Cerreto Costello

## Weinbau
In der Umgebung wird der Weinbau, insbesondere für den Coste della Sesia (DOC), betrieben.